# بيز كورفاتش
بيز كورفاتش (بالإنجليزية: Piz Corvatsch)‏ هو أحد جبال سلسلة سلسلة بيرنينا ويقع في كانتون غراوبوندن في سويسرا. يحتل المرتبة رقم 66 في قائمة جبال سويسرا من حيث الارتفاع، إذ يبلغ ارتفاعه حوالي 3451 متر، بينما يبلغ ارتفاع نتوء الجبل 383 متر، هذا وقد سجل أول وصول لقمة الجبل عام 1850.

## المناخ
يظهر الجدول التالي التغييرات المناخية على مدار السنة لبيز كورفاتش:
| البيانات المناخية لـبيز كورفاتش    | البيانات المناخية لـبيز كورفاتش | البيانات المناخية لـبيز كورفاتش | البيانات المناخية لـبيز كورفاتش | البيانات المناخية لـبيز كورفاتش | البيانات المناخية لـبيز كورفاتش | البيانات المناخية لـبيز كورفاتش | البيانات المناخية لـبيز كورفاتش | البيانات المناخية لـبيز كورفاتش | البيانات المناخية لـبيز كورفاتش | البيانات المناخية لـبيز كورفاتش | البيانات المناخية لـبيز كورفاتش | البيانات المناخية لـبيز كورفاتش | البيانات المناخية لـبيز كورفاتش |
| الشهر                              | يناير                           | فبراير                          | مارس                            | أبريل                           | مايو                            | يونيو                           | يوليو                           | أغسطس                           | سبتمبر                          | أكتوبر                          | نوفمبر                          | ديسمبر                          | المعدل السنوي                   |
| ---------------------------------- | ------------------------------- | ------------------------------- | ------------------------------- | ------------------------------- | ------------------------------- | ------------------------------- | ------------------------------- | ------------------------------- | ------------------------------- | ------------------------------- | ------------------------------- | ------------------------------- | ------------------------------- |
| متوسط درجة الحرارة الكبرى °م (°ف)  | −8.6 (16.5)                     | −9.5 (14.9)                     | −8.2 (17.2)                     | −6.0 (21.2)                     | −1.5 (29.3)                     | 1.8 (35.2)                      | 4.8 (40.6)                      | 4.9 (40.8)                      | 1.6 (34.9)                      | −1.0 (30.2)                     | −5.7 (21.7)                     | −8.0 (17.6)                     | −3.0 (26.6)                     |
| المتوسط اليومي °م (°ف)             | −11.3 (11.7)                    | −12.1 (10.2)                    | −10.8 (12.6)                    | −8.3 (17.1)                     | −3.6 (25.5)                     | −0.4 (31.3)                     | 2.3 (36.1)                      | 2.3 (36.1)                      | −0.7 (30.7)                     | −3.3 (26.1)                     | −8.1 (17.4)                     | −10.6 (12.9)                    | −5.4 (22.3)                     |
| متوسط درجة الحرارة الصغرى °م (°ف)  | −13.8 (7.2)                     | −14.8 (5.4)                     | −13.4 (7.9)                     | −10.7 (12.7)                    | −5.9 (21.4)                     | −2.7 (27.1)                     | −0.2 (31.6)                     | 0.0 (32.0)                      | −2.8 (27.0)                     | −5.5 (22.1)                     | −10.5 (13.1)                    | −13.1 (8.4)                     | −7.8 (18.0)                     |
| الهطول مم (إنش)                    | 45 (1.8)                        | 41 (1.6)                        | 52 (2.0)                        | 68 (2.7)                        | 97 (3.8)                        | 104 (4.1)                       | 104 (4.1)                       | 105 (4.1)                       | 81 (3.2)                        | 77 (3.0)                        | 71 (2.8)                        | 56 (2.2)                        | 900 (35.4)                      |
| متوسط أيام هطول الأمطار (≥ 1.0 mm) | 6.9                             | 6.4                             | 8.6                             | 10.8                            | 13.3                            | 12.9                            | 11.9                            | 11.8                            | 9.0                             | 8.9                             | 9.1                             | 8.1                             | 117.7                           |
| متوسط الرطوبة النسبية (%)          | 62                              | 64                              | 71                              | 77                              | 80                              | 80                              | 77                              | 77                              | 75                              | 68                              | 68                              | 66                              | 72                              |
| ساعات سطوع الشمس الشهرية           | 149                             | 160                             | 188                             | 171                             | 177                             | 182                             | 216                             | 195                             | 181                             | 179                             | 135                             | 130                             | 2٬063                           |
| المصدر: MeteoSwiss                 |                                 |                                 |                                 |                                 |                                 |                                 |                                 |                                 |                                 |                                 |                                 |                                 |                                 |